# Apóstolos Doxiádis
Apóstolos Doxiádis (grec moderne : Απόστολος Δοξιάδης) est un écrivain grec né le 6 juin 1953 à Brisbane (Queensland, Australie) et qui a grandi en Grèce.

## Biographie
Depuis ses premières années, Doxiadis est attiré par les mathématiques et, dès l'âge de 15 ans, il entre à l'université Columbia à New York pour étudier les mathématiques. Il fréquente ensuite l'École pratique des hautes études à Paris où il étudie le modèle mathématique du système nerveux durant ses études supérieures.
Plus tard, Doxiadis retourne à son amour du théâtre et entre dans l'industrie cinématographique. Pendant quelques années, il travaille comme acteur et, en 1983, il réalise son premier film, Underground Passage. Son deuxième film, Terirem, remporte un prix au Festival du Film de Berlin de 1988.
Le milieu des années 1980 est une période prolifique pour Doxiadis. Il écrit quatre romans : Vie parallèle (Παράλληλη Ζωή) en 1985, Makavettas (Μακαβέττας) en 1988, Oncle Petros et la conjecture de Goldbach (Ο θείος Πέτρος και η Εικασία του Γκόλντμπαχ) en 1992, qui devient un best-seller international, et Les Trois Petits Hommes (Τα τρία ανθρωπάκια) en 1997. Ces quatre ouvrages ont été écrits en grec.
Doxiadis, parlant couramment le grec et l'anglais, a traduit lui-même Oncle Petros et la conjecture de Goldbach en anglais en 2000. Oncle Petros est publié en Grande-Bretagne par Faber and Faber, où il rencontre un grand succès critique et commercial, et aux États-Unis par Bloomsbury USA. Il a depuis été traduit dans plus de 30 langues. En français chez Christian Bourgois Éditeur (19 août 2000), ou en poche chez Seuil (14 janvier 2002).
Ses œuvres de théâtre comprennent L'Histoire tragique de Jackson Pollock, expressionnisme abstrait, une pièce musicale de marionnettes en ombres chinoises, et une pièce intitulée Dix-septième nuit (Δέκατη έβδομη νύχτα), dont le sujet est les théorèmes de Kurt Gödel et les derniers jours de la vie du mathématicien.
Il a également traduit en grec de nombreuses pièces telles que Roméo et Juliette (Ρωμαίος και Ιουλιέτα) et Hamlet (Άμλετ) de William Shakespeare, et Le deuil sied à Électre d'Eugene O'Neill.
Le projet le plus récent de Doxiadis est le roman graphique Logicomix, coécrit avec Christos Papadimitriou, professeur d'informatique à l'université de Californie à Berkeley. Utilisant Bertrand Russell comme narrateur et protagoniste, cette bande dessinée porte un regard sur l'histoire des mathématiques du XXe siècle. Logicomix a été publié en septembre 2009 en Grande-Bretagne, par Bloomsbury Publishing, et aux États-Unis par Bloomsbury USA. Logicomix reçoit des critiques élogieuses, dont la critique du San Francisco Chronicle qui le qualifie d'« imaginatif, drôle et captivant », et le livre reste au top du New York Times Best Seller List dans la catégorie Paperback Graphic Books.
Ces dernières années, Doxiadis a étudié l'intersection des mathématiques et du récit. En plus de ses livres Oncle Petros et la conjecture de Goldbach et Logicomix, qui sont des œuvres de la littérature abordant les mathématiques, Doxiadis a publié un recueil d'entretiens et d'essais sur ce sujet dans un ouvrage intitulé De la paranoïa à l'algorithme (Από την Παράνοια στους Αλγόριθμους), et en 2006 a fondé une organisation à but non lucratif, Thalès et ses amis (Θαλής και Φίλοι), qui a pour but de combler le fossé entre les disciplines.

### Romans
- Vie parallèle
- Makavettas
- Oncle Petros et la conjecture de Goldbach
- Les Trois Petits Hommes
- Logicomix, édition française Vuibert, 2010
Scénario : Apóstolos K. Doxiàdis, Christos Papadimitriou - Dessin : Alecos Papadatos - Couleurs : Annie Di Donna [détail des éditions] roman graphique

### Théâtre
- L'Histoire tragique de Jackson Pollock, expressionnisme abstrait
- Dix-septième nuit

## Filmographie
- Underground Passage
- Terirem